# Hylaeonympha
Hylaeonympha é um género de libelinha da família Coenagrionidae.
Este género contém as seguintes espécies:
- Hylaeonympha magoi